# بشاب
بشاب هي قرية في مقاطعة كليبر، إيران. عدد سكان هذه القرية هو 455 في سنة 2006.